# Fort XIII Twierdzy Modlin

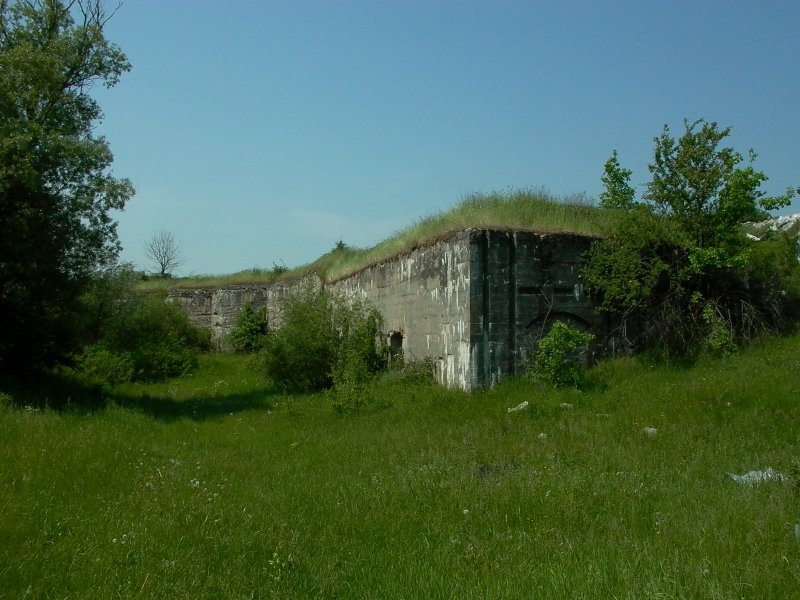
Kaponiera przeciwskarpowa fortu

Fort XIII – jeden z fortów Twierdzy Modlin, wzniesiony w ramach budowy drugiego, zewnętrznego pierścienia fortów w latach 1912–1915.
Fort znajduje się pomiędzy wsiami Śniadowo i Błogosławie. Jego projekt został oparty na wzorcu F1909 autorstwa generała Konstantego Wieliczki. Do wybuchu wojny w 1914 roku nie został ukończony.
Fort posiada narys trapezu. Główną budowlą jest rozległy schron-podwalnia. Na jego obydwu barkach rozpoczęto wznoszenie dwóch tradytorów artyleryjskich, które jednak nie zostały wybudowane. Fosy broniła duża kaponiera położona w przeciwskarpie u zbiegu lewego barku i czoła (fot.) oraz półkaponiera u zbiegu czoła i prawego barku. Kaponiery planowano połączyć ze sobą i wnętrzem fortu poterną, która jednak nie została w całości wybudowana. Odcinek poterny, wyprowadzony z podwalni w kierunku rowu jest zalany. Prawdopodobnie szyję fortu miała zamykać kaponiera, której również nie zbudowano. W stronę szyi fortu z podwalni wyprowadzony jest również krótki fragment poterny.